# A Hard Day’s Night (singel)
A Hard Day’s Night – utwór zespołu The Beatles napisany przez duet Lennon/McCartney. Piosenka otwiera album o tym samym tytule.
Singel został wydany 10 lipca 1964 w Wielkiej Brytanii. Utwór ten osiągnął pierwsze miejsce w tym kraju 23 lipca 1964, gdzie utrzymywał się na tej pozycji przez 3 tygodnie. W Stanach Zjednoczonych singel został wydany wraz z piosenką „I Should Have Known Better”. Pierwsze miejsce osiągnął 1 sierpnia 1964, gdzie utrzymywał się na tej pozycji przez 2 tygodnie.
Magazyn Rolling Stone umieścił utwór na 153. miejscu listy 500 utworów wszech czasów.

## Akord otwierający utwór
Wielu gitarzystów próbowało odtworzyć charakterystyczny akord z początku utworu. Jednak dopiero matematyk Jason Brown rozwiązał jego zagadkę używając transformacji Fouriera. Po rozłożeniu akordu na pojedyncze dźwięki okazało się, że kilku z nich nie sposób było zagrać na gitarze. Za kłopotliwe częstotliwości odpowiadał producent George Martin, grający w tym akordzie na pianinie.

## Twórcy
- John Lennon – wokal, gitara elektryczna, gitara akustyczna, gitara rytmiczna
- Paul McCartney – wokal wspierający, bas
- George Harrison – gitara prowadząca
- Ringo Starr – perkusja, bongosy
- George Martin – fortepian